# Zrinšćina
Zrinšćina is een plaats in de gemeente Sveti Ivan Zelina in de Kroatische provincie Zagreb. De plaats telt 150 inwoners (2001).